# Voo Ethiopian Airlines 302
O Voo Ethiopian Airlines 302 (ICAO: ETH 302) foi uma rota comercial internacional, operada pela Ethiopian Airlines, utilizando um Boeing 737 MAX 8. Em 10 de março de 2019, a aeronave partiu do Aeroporto Internacional Bole, em Adis Abeba, com destino ao Aeroporto Internacional Jomo Kenyatta, em Nairóbi. Seis minutos após a decolagem de Adis Abeba, a aeronave caiu próximo a cidade de Bishoftu, matando todos os 157 passageiros e tripulantes a bordo.
Foi o segundo acidente em menos de um ano envolvendo um Boeing 737 MAX, aeronave nova e que entrou em serviço no ano de 2017, após o acidente com o Voo Lion Air 610, também ocorrido logo após a decolagem de Jacarta, na Indonésia, em outubro de 2018. É também o pior acidente na história da Etiópia e da Ethiopian Airlines.
Em 4 de abril de 2019 foi revelada a causa da queda do avião. O relatório provisório indica que um dos sensores da aeronave ficou danificado pouco tempo depois de o avião levantar voo, não se sabendo, porém, o que poderá ter danificado o sensor em questão. Alguns dos primeiros relatos apontam para a possibilidade de uma ave ter estado na origem deste acidente.

## Aeronave
A aeronave de acidente era um Boeing 737 MAX 8, registrado ET-AVJ e número de série 7243. A aeronave tinha apenas quatro meses de serviço no momento do acidente, foi fabricada em outubro de 2018 e entregue em 15 de novembro de 2018.
O Boeing 737 MAX entrou em serviço em 2017 e já havia se envolvido em um acidente fatal antes, o voo Lion Air 610 na Indonésia, em outubro de 2018. Até janeiro de 2019, a Boeing havia produzido 350 aeronaves deste modelo. O 737-8 MAX voou pela primeira vez em 29 de janeiro de 2016, tornando-se uma das mais novas aeronaves da linha Boeing, e a mais nova geração do Boeing 737.

## Acidente
A rota era composta por um voo internacional regular de passageiros, partindo de Adis Abeba para Nairóbi. A aeronave transportava 149 passageiros e 8 tripulantes. O voo desapareceu do radar e caiu às 08h44 (UTC +3), seis minutos depois de decolar às 8h38. O avião caiu perto da cidade de Bishoftu, a 62 quilômetros (39 milhas) a sudeste do Aeroporto Internacional Bole. As fotografias do local do acidente mostram uma grande cratera com pedaços dos destroços. Não houve sobreviventes. Os 157 ocupantes eram de 36 nacionalidades diferentes.
A Flight International comentou que o acidente provavelmente aumentaria a crise envolvendo o Boeing 737 MAX, após o acidente com o voo Lion Air 610 em outubro de 2018.

### Passageiros e membros da tripulação
Os 157 ocupantes eram de 36 nacionalidades.
A bordo da aeronave estavam oito tripulantes. Com mais de 8 000 horas de voo, o desempenho do experiente capitão de 29 anos, foi referido como "louvável". O primeiro oficial tinha 200 horas de experiência de voo.
A diversidade de nacionalidades é explicada pela importância internacional das duas cidades: Adis Abeba é a sede da União Africana e numerosas outras organizações internacionais, Nairobi é a sede das Nações Unidas na África.
Entre as vítimas estavam 19 pessoas ligadas ao Programa das Nações Unidas para o Meio Ambiente.
Passageiros por nacionalidade:
| Nacionalidade  | Mortos |
| -------------- | ------ |
| Quênia         | 32     |
| Canadá         | 18     |
| Etiópia        | 9      |
| Itália         | 8      |
| China          | 7      |
| Estados Unidos | 8      |
| Reino Unido    | 7      |
| Hong Kong      | 1      |
| França         | 7      |
| Egito          | 6      |
| Alemanha       | 5      |
| Índia          | 4      |
| Eslováquia     | 4      |
| Áustria        | 3      |
| Suécia         | 3      |
| Rússia         | 3      |
| Marrocos       | 2      |
| Espanha        | 2      |
| Polónia        | 2      |
| Israel         | 2      |
| Arábia Saudita | 1      |
| Bélgica        | 1      |
| Djibuti        | 1      |
| Indonésia      | 1      |
| Irlanda        | 1      |
| Somália        | 1      |
| Nepal          | 1      |
| Nigéria        | 1      |
| Noruega        | 1      |
| Sérvia         | 1      |
| Togo           | 1      |
| Moçambique     | 1      |
| Ruanda         | 1      |
| Sudão          | 1      |
| Uganda         | 1      |
| Iêmen          | 1      |
| Total          | 149    |

Antonis Mavropoulos presidente da International Solid Waste Association (ISWA) e Ahmed Khalid de Dubai, dois passageiros que planejaram viajar neste voo não puderam fazê-lo porque sua conexão estava atrasada.

## Reações
O primeiro-ministro da Etiópia Abiy Ahmed ofereceu suas condolências às famílias das vítimas. O CEO da Ethiopian Airlines, Tewolde Gebremariam, visitou o local do acidente, expressando pesar por não haver sobreviventes. A Boeing emitiu uma declaração de condolências.

## Investigação
A Autoridade Civil de Aviação da Etiópia é responsável pela investigação de acidentes aéreos no país. A Boeing afirmou que está preparada para trabalhar com o National Transportation Safety Board dos Estados Unidos para auxiliar nas investigações e tomar as medidas cabíveis.
O gravador de dados de voo e o gravador de voz foram recuperados em 11 de março de 2019. A Ethiopian Airlines decidiu que a análise dos dados teria que ser feita em um país europeu, as caixas pretas foram, com isto, submetidas à avaliação do departamento de segurança da aviação francesa d'Enquêtes et d'Analyzes (BEA). Em 16 de março de 2019 o BEA informou que iniciou a investigação.